# 시퀀스 다이어그램

시퀀스 다이어그램(sequence diagram)은 시계열(시간 순서)로 정렬된 객체 상호작용을 보여준다. 시나리오 기능을 수행하는데 필수적인 객체들 간에 교환되는 일련의 메시지들과 시나리오에 수반되는 객체와 클래스를 표현한다. 시퀀스 다이어그램은 일반적으로 개발 중인 시스템의 논리적 뷰의 유즈 케이스 실현화와 관련된다. 시퀀스 다이어그램은 이벤트 다이어그램, 이벤트 시나리오라고도 부른다.